# فرودگاه شهری ریالتو
 فرودگاه شهری ریالتو (به انگلیسی: Rialto Municipal Airport) (به زبان بومی: Miro Field) یک فرودگاه همگانی است که یک باند فرود آسفالت دارد و طول باند آن ۱۳۷۲ متر است. این فرودگاه در کشور ایالات متحده آمریکا قرار دارد و در ارتفاع ۴۴۳ متری از سطح دریا واقع شده است.